# گل‌های شانگهای
«گل‌های شانگهای» (انگلیسی: Flowers of Shanghai) یک فیلم به کارگردانی هو شیائو-شین است که در سال ۱۹۹۸ منتشر شد. از بازیگران آن می‌توان به آنی ای و تونی لیانگ اشاره کرد.